# Doppelleittonklang
Doppelleittonklang ist die Bezeichnung für einen Akkord, der aus einem Dur- oder Molldreiklang hervorgeht, wenn man einen der Akkordtöne durch seine beiden Leittöne von oben und unten ersetzt. In Dur wird zumeist der Grundton ersetzt (z. B. h-des-e-g statt c-e-g), in Moll meist die Quinte (z. B. c-es-fis-as statt c-es-g). Da jeder Dreiklangston von 2 Leittönen umgeben wird, können prinzipiell auch zwei oder alle Dreiklangstöne durch ihre Leittöne ersetzt werden. So entstehen Mehrfach-Leittonklänge mit bis zu sechs Tönen.
Der Begriff Doppelleittonklang wurde auch zur Erklärung des Tristan-Akkords herangezogen.